# Hünstetten
Hünstetten – gmina w Niemczech, w kraju związkowym Hesja, w rejencji Darmstadt, w powiecie Rheingau-Taunus.
Na gminę Hünstetten składa się 10 miejscowości: Bechtheim, Beuerbach, Görsroth, Kesselbach, Ketternschwalbach, Limbach, Oberlibbach, Strinz-Trinitatis, Wallbach oraz Wallrabenstein.